# Querela di falso
La querela di falso, nel diritto italiano, è un procedimento giurisdizionale finalizzato a contestare la veridicità di un atto pubblico oppure di una scrittura privata riconosciuta.
È simile al giudizio di verificazione, ma, nonostante il nome, non ha alcun collegamento con la querela penale.

## Oggetto
La falsità del documento è una discordanza tra la realtà e ciò che appare dal documento stesso. Può investire il documento nella sua materialità estrinseca quanto il pensiero espresso in esso. Nel primo caso si ha falsità materiale che può concretarsi nella contraffazione o nell'alterazione. Nel secondo caso si ha falsità ideologica, che consiste nell'enunciazione falsa del suo contenuto.
Non riguarda le dichiarazioni di volontà che possono essere soltanto conformi o difformi alla volontà stessa e darebbe luogo a un fenomeno diverso: la simulazione.
La falsità dei documenti interessa il processo civile solo per l'attitudine che ha il documento falso di determinare nel giudice un falso convincimento e la conseguente necessità di eliminare questa fonte di errori. Solo con la querela di falso possono essere contestate le risultanze estrinseche dell'atto pubblico o della scrittura privata riconosciuta, autenticata o verificata. Rispetto al giudizio di verificazione la querela di falso ha un oggetto più ampio. Riguarda tanto l'atto pubblico che la scrittura privata. Ha efficacia erga omnes e può investire la scrittura privata sulla quale si sia già svolto un giudizio di verificazione. Può proporsi tanto in via principale quanto in corso di causa in qualunque stato e grado di giudizio finché la verità del documento non sia stata accertata con sentenza passata in giudicato. La legge prevede la sospensione del processo per il caso che la querela sia proposta in pendenza di giudizio di primo grado, davanti al giudice di pace o in sede d'appello.
(Art. 221 - Modo di proposizione e contenuto della querela)

## Il procedimento
Il procedimento non può essere introdotto direttamente dal difensore munito di procura alle liti: la parte, infatti, deve a tal fine costituirlo procuratore speciale per la proposizione della querela o deve dichiarare personalmente di volerla proporre; necessario è l'intervento del pubblico ministero.
A decidere sulla querela di falso è sempre l'organo collegiale. Se la sentenza rigetta la domanda è prevista una menzione sull'originale del documento nonché la condanna della parte che ha proposto la querela ad una pena pecuniaria.